# Płowce (Basses-Carpates)
Pour l’article homonyme, voir Płowce.
Płowce est une localité polonaise de la gmina et du powiat de Sanok en voïvodie des Basses-Carpates.